# Aero A-14

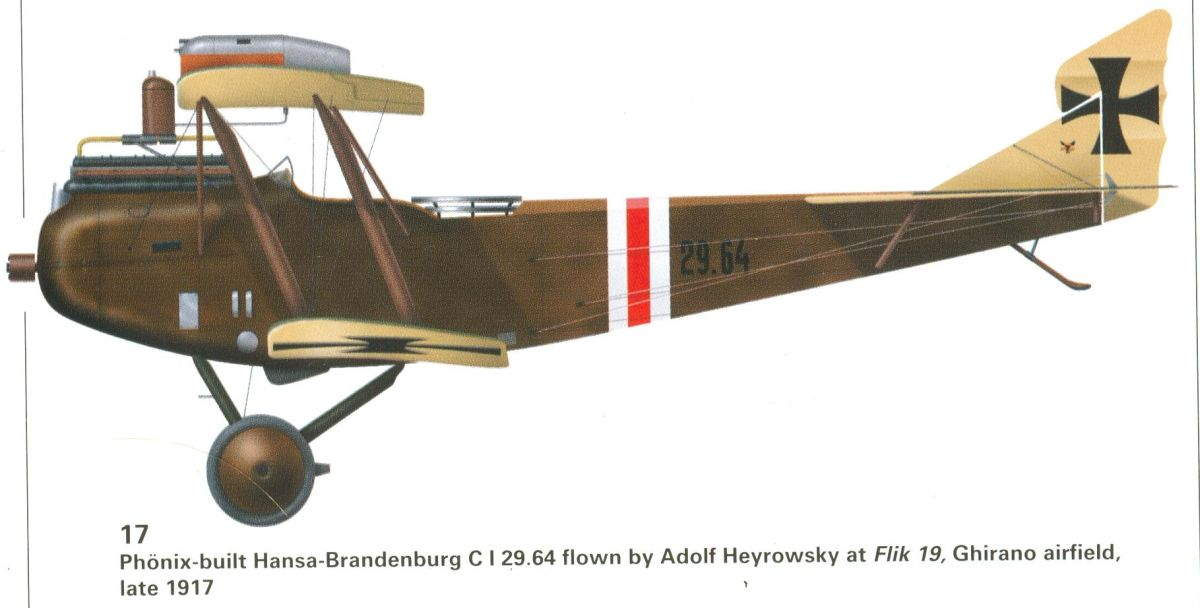
Hansa-Brandenburg C.I. jako vojenské letadlo. Na tomto stroji 29.64 získal svých posledních 5 sestřelů nejúspěšnější pilot RU na dvoumístných strojích Adolf Heyrowsky s 12 sestřely.

Aero A-14 byl československý dvoumístný jednomotorový cvičný, pozorovací a dopravní dvouplošník z 20. let 20. století. Jednalo se o licenční výrobu typu Hansa-Brandenburg C.I, protože se ukázalo, že začínající československý letecký průmysl nebude schopen v dohledné době vyrábět letoun s užitnými a letovými vlastnostmi překonávající C.I. Ministerstvo národní obrany proto u továrny Aero objednalo jeho stavbu ve třech základních verzích. Dvě poháněné motory Hiero o výkonu 172 kW pod označením A-14 a A-15, třetí s motorem BMW IIIa o výkonu 138 kW označený A-26 (A26.1-A26.23). Letouny se v Československé armádě používaly jako cvičné a pozorovací. V roce 1923 byla těmito stroji zahájena pravidelná doprava Československých státních aerolinií. V letech 1924–1925 byl letoun A-14 hlavním typem u ČSA.

## Aero A-14
V roce 1922 objednalo MNO 25 školních letounů označených A-14 až A-14.25 s motory Hiero N o výkonu 172 kW dodávanými firmou Breitfeld a Daněk v Praze. Objednávka zněla na 5 letounů s dvojím řízením a 20 s jednoduchým řízením.
První letoun byl vojenskou správou převzat 25. srpna 1922, dalších 6 v září, 12 v listopadu a poslední v prosinci. Většina strojů sloužila u VLU v Chebu, několik zůstalo v Praze u cvičné letky leteckého pluku 1. Byly dodávány bez výzbroje a od rakouských originálů se lišily vybavením i konstrukčními detaily. A-14 měly obě poloviny křídla o tři žebra více, pásky žeber byly o 2 mm širší a přišívání potahu u šesti krajních žeber bylo zesíleno křížovým šitím. Řízení bylo přepracováno z volantového na pákové, upraven byl tvar pilotního sedadla a palivové nádrže. Spádová nádrž měla zvýšený objem z 16 l na 25 l a byla rozdělena na 3 sekce. Změny se týkaly rovněž ochranných lyží pod konci spodního křídla, které se vyráběly z ohnutých ocelových trubek.
Počátkem roku 1923 byly letouny Aero A-14 stahovány k vojenské dopravní skupině a vojenští piloti s nimi v březnu 1923 zahájili pokusné lety z Prahy do Bratislavy. Pravidelné lety na vojenské poštovní lince zahájil 1. března 1923 major Skála s A-14 civilní poznávací značky L-BARA (01) a cestujícím při tomto letu byla jeho manželka. Během následujícího dvouměsíčního provozu se nalétalo 250 hodin a 27 000 km při průměrné cestovní rychlosti 110 km/h.
Hlavní období používání A-14 započalo zahájením pravidelné činnosti ČSA 28. října 1923 v čele s ředitelem majorem Hupnerem. Pro nepříznivé počasí se lety na trati neuskutečnily a tak pilot Brabenec s letounem L-BARC pouze symbolicky oblétl kbelské letiště v Praze. Pravidelné lety na lince Praha-Bratislava a opačným směrem se uskutečnily až následující den. Pilot Karel Brabenec odstartoval s L-BARC (sériové číslo 18) do Bratislavy a opačným směrem do Prahy letěl pilot Josef Cinibulk s L-BARI. V listopadu 1923 se pak na této trati uskutečnilo celkem 19 letů, v prosinci odlétaly ČSA ještě 5. Celkový počet sedmnácti letounů A-14 přidělených MNO pro službu u ČSA se v průběhu sezóny 1924 ukázal jako nadměrný. V červenci a srpnu bylo 6 strojů upraveno pro dopravu dvou cestujících ve Vojenské továrně na letadla (L-BARW (16), -BART (10), -BARO (06), -BARS (08), -BARL (11), a -BARM (13) ), neupravené letouny se používaly jako záložní. Pět A-14 bylo vráceno MNO a na konci roku 1924 se jejich počet snížil na 5 dvoumístných a 1 jednomístný. O vyřazování A-14 bylo rozhodnuto i z důvodů překročení životnosti jejich draků. Ve dvou prvních úplných sezónách 1924 a 1925 byla činnost ČSA zabezpečena z 90% letouny A-14 a linka byla rozšířena o spoj z Bratislavy do Košic.
V roce 1926 hlavní úkoly ČSA převzaly nové Aero DH-50, podíl A-14 se zmenšil na necelých 8% a stala se z nich letadla záložní. Poté se stroje vracely k vojenskému letectvu a jejich služba u ČSA skončila několika málo lety v roce 1927 posledním strojem A-14 L-BARS.
Poslední A-14 (19, OK-LIQ, dříve L-BARI) bylo z rejstříku vymazáno 8. května 1936 sloužící u MLL v Užhorodě.

## Aero A-15
V roce 1922 objednalo MNO také 24 školních pokračovacích A-15.1 až A-15.24 s motory Hiero L o výkonu 172 kW, které byly dodány ze zahraničí. První Aero A-15 převzala vojenská správa 16. března 1923, 7 dalších do konce března, 5 v dubnu, 3 v červnu, dalších 5 v červenci a poslední 3 v srpnu. Byly dodávány s výzbrojí a bombardovacím zařízením, řízení bylo originální volantové.
Několik jich létalo ve VLU v Chebu (později i v Prostějově), a u všech tří tehdejších leteckých pluků. Od roku 1929 byly navíc zařazeny k nově vzniklým plukům číslo 4 a 6. Velký význam strojů A-15 spočívá v rozvoji nočního létání v tehdejší ČSR. Pro tuto činnost byly jako typ An-15 vybavovány elektrickým osvětlením teploměrů a kompasu, polohovými světly a přistávacími reflektory pod spodním křídlem. Výfukové roury byly upraveny a vedeny tak, aby neoslňovaly osádku.
Stroje A-15 byly využity i jako pokusné při testování nových typů pum a radiostanic. V listopadu 1926 přidělilo MNO letouny A-15.1 k pokusné letce VLÚS v Praze a A-15.6 k leteckému pluku 3 ve Vajnorech. Oba byly opatřeny speciálním zařízením pro nesení a shazování figurín při zkouškách nových padáků. A-15.12 byl jako první v historii našeho letectví v roce 1926 nasazený na Opavsku k rozprašování přípravku na hubení mnišky.
Poslední Aero A-15 (12, OK-ASA) bylo z rejstříku vymazáno 7. ledna 1935 a patřilo SAK Bratislava.

## Specifikace (A-14)
Údaje podle

### Technické údaje
- Osádka: 2
- Rozpětí horního křídla: 12,30 m
- Rozpětí dolního křídla: 11,75 m
- Hloubka hor. i dol. křídla: 1,76 m
- Stupnění křídel: 0,51 m
- Vzepětí křídel: 1,5°
- Délka: 8,40 m
- Výška: 3,13 m
- Nosná plocha: 37,50 m²
- Hmotnost prázdného letounu: 933 kg
- Celkové zatížení: 342 kg
- Vzletová hmotnost: 1275 kg
- Hmotnost na jednotku plochy: 34 kg/m²
- Hmotnost na jednotku výkonu: 7,60 kg/kW
- Kapacita nádrží: 250 l v hlavní nádrži + 50 l v odhoditelné nádrži
- Pohonná jednotka: 1 × vodou chlazený řadový 6válec Breitfeld & Daněk Hiero N
- Výkon pohonné jednotky: 170 kW (230 koní) při 1 400 ot./min., krátkodobě 184 kW (250 koní) při 1 600 ot./min.
- Vrtule: pevná, dvoulistá vrtule

### Výkony
- Max. rychlost: 179 km/h
- Cestovní rychlost: 150 km/h
- Přistávací rychlost: 80 km/h
- Výstup do 1000 m: 4,75 min
- Výstup do 4000 m: 36 min
- Dostup: 4 900 m:
- Dolet: 425 km
- Vytrvalost: 2,6 h
- Rozjezd při vzletu: 45 m
- Dojezd při přistání: 60 m